# Яреліс Барріос
Яреліс Барріос  (ісп. Yarelis Barrios, 12 липня 1983) — кубинська легкоатлетка, що спеціалізується в метанні диска, олімпійська медалістка.

## Виступи на Олімпіадах
| Олімпіада  | Дисципліна    | Місце |
| ---------- | ------------- | ----- |
| Пекін 2008 | метання диска | 2     |